# Kate Shortman
Kate Elizabeth Shortman, född 19 november 2001, är en brittisk konstsimmare. 

## Karriär
Vid olympiska sommarspelen 2020 i Tokyo, som arrangerades 2021, slutade Shortman på 14:e plats tillsammans med Isabelle Thorpe i partävlingen. I juni 2023 vid europeiska spelen i Kraków-Małopolska tog hon brons tillsammans med Isabelle Thorpe i det fria parprogrammet. Följande månad vid VM i Fukuoka tog Shortman brons i det fria soloprogrammet.
I februari 2024 vid VM i Doha tog Shortman silver i det tekniska parprogrammet och brons i det fria parprogrammet tillsammans med Isabelle Thorpe. I juni 2024 tog de silver tillsammans i både det fria och tekniska parprogrammet vid EM i Belgrad. Vid olympiska sommarspelen 2024 i Paris tog Shortman silver tillsammans med Isabelle Thorpe i partävlingen.